# 古田俊正
古田 俊正（ふるた としまさ）は日本の天文学者である。
小惑星番号5333番の金谷を始め、静岡県裾野市において、1989年以降、秋山万喜夫とともに10個の小惑星を発見した。